# Осмай Акоста
Осмай Акоста  (ісп. Osmay Acosta, 3 квітня 1985) — кубинський боксер, олімпійський медаліст, призер чемпіонату світу, чемпіон Панамериканських ігор і Ігор Центральної Америки і Карибського басейну, переможець Кубка світу (2008) і багатьох турнірів.

## Виступ на Олімпіаді
| Олімпіада  | Дисципліна | Місце |
| ---------- | ---------- | ----- |
| Пекін 2008 | до 91 кг   | 3T    |